# Louis-Joseph-Marie Le Prédour
Louis-Joseph-Marie Le Prédour (né le 2 juillet 1758 à Pleyben - mort à Brest le 22 mai 1794), était notaire royal, avocat au Parlement, juge au tribunal de Châteaulin et député suppléant de la Convention lorsqu'il fut guillotiné sous la Terreur.

## Biographie
Après avoir terminé ses études au collège de Quimper, il fit son cours de droit à la faculté de Rennes, et fut reçu avocat au Parlement, en 1779. 11 plaida avec de grands succès à Quimper et à Châteaulin. On se rappelle notamment ceux qu'il obtint dans une affaire difficile et importante où il eut pour adversaire l'avocat Royou, connu depuis par différents ouvrages historiques. Ami sage et éclairé de la liberté, il applaudit aux débuts de la Révolution, et devint procureur de la commune de Châteaulin, qu'il habitait. Élu ensuite juge au tribunal civil de cette ville, puis membre de l'administration du département du Finistère, il participa, en cette dernière qualité, à la délibération par laquelle cette administration organisa, à la fin de 1792, une garde dite départementale ; c'était la seconde du Finistère.
Sur l'appel des Girondins, elle fut dirigée contre Paris, dans le but d'y assurer l'ordre et l'exécution des décrets de la Convention. Les Girondins ayant succombé dans leur lutte contre les Montagnards, un décret d'accusation fut porté, le 9 juillet 1793, contre l'administration du Finistère, séant à Quimper, que la Montagne voulait punir d'arrêter ses envahissements et de chercher à maintenir l'inviolabilité de la représentation nationale. Quelques-uns des administrateurs, prévenus à temps, parvinrent à se soustraire à une arrestation. Le Prédour fut de ce nombre, et, plein de confiance dans les sentiments de générosité de ses concitoyens, ce fut à Châteaulin même qu'il se retira. Il y resta plusieurs mois, et, telles étaient l'affection et l'estime qu'il s'était conciliées, que pas une voix ne s'éleva pour révéler le lieu de sa retraite, bien qu'il apportât peu de précautions à la cacher. S'il eût persévéré quelque temps encore, sa tête était sauvée ; mais, fort de sa conscience, de la pureté de ses intentions, il résolut de mettre un terme à une inaction qui ne lui permettait plus de servir son pays, et, de son propre mouvement, que sa famille essaya vivement de combattre, il vint se constituer prisonnier au château de Brest.
La procédure dont il fut l'objet, ainsi que vingt-cinq de ses collègues, fut dirigée avec la plus grande activité, par le tribunal révolutionnaire, établi en cette ville, à l'instar de celui de Paris (c'est ainsi qu'il se qualifiait lui-même dans ses jugements) ; et il les condamna, le 3 prairial an II (22 mai 1794), à la peine capitale, qu'ils subirent avec le calme et la sérénité qu'ils avaient montrés pendant leur détention et le cours des débats. Rien ne fut épargné pour donner au supplice des vingt-six administrateurs du Finistère le même éclat qu'aux exécutions de Paris. Quatre mille hommes étaient sous les armes, et des piquets placés sur divers points de la ville, pendant que les victimes furent promenées par tous les carrefours en attendant que le bourreau Ance, s'emparant de la proie qu'il avait hautement réclamée au moment où les accusés s'étaient assis sur la sellette, pût remplir de leur sang le vaste entonnoir qu'il avait disposé près de la bascule de l'échafaud. Une circonstance, peut-être unique dans les annales judiciaires, c'est que la minute authentique du jugement qui, d'après les formalités d'usage, désigne nominativement les vingt-six accusés, ne mentionne pas Le Prédour parmi eux ; il n'en est pas moins compris au nombre des condamnés. Un tribunal d'appel eût vu, sans doute, dans cette disparate, un motif de cassation ; mais, dans ces temps horribles, à quelle autorité recourir ! Le tribunal révolutionnaire jugeait en dernier ressort, et celui de Brest, pour parvenir plus sûrement à condamner, sans la moindre entrave, les administrateurs du département du Finistère, ne leur laissa pas même l'apparence de la défense, puisqu'un gendarme, placé près de chacun d'eux, le sabre nu, avait ordre de les assassiner au moindre mot qu'ils eussent essayé de prononcer, et que le président Ragmey interrompait les avocats pour les interroger sur leurs opinions personnelles, en ajoutant que leur réponse dicterait les mesures qu'il aurait à prendre contre eux-mêmes.
Le Prédour était âgé d'environ trente-six ans lorsqu'il périt sur l'échafaud. Il laissait six enfants en bas âge, dont trois fils. Le premier est médecin en chef retraité de la marine à Rochefort ; le second, contrôleur en retraite, habite la ville de Brest ; le troisième, vice-amiral, Fortuné Le Prédour de Kerambriec, a longtemps commandé la station de la Plata et est auteur des ouvrages suivants, très utiles aux navigateurs : I. Résumé des opérations hydrographiques faites sur la côte occidentale d'Afrique, dans les années l826 et 1827, à bord de la frégate la Flore et de la goélette la Dorade. Paris 1828. II. Instructions nautiques sur la navigation de la mer de Chine, traduites de l'anglais de James Horsburgh. Paris, imp. royale, 1824. Ce n'est qu'un extrait de l'ouvrage suivant, dont il forme, sous la date de 1834, le 4e volume augmenté. III. Instructions nautiques sur les mers de l'Inde, tirées et traduites de l'anglais de Horsburgh. Paris, impr. royale, 1837-1839, 5 vol.

## Sources
- Biographie bretonne, recueil des notices sur tous les Bretons qui se sont fait un nom, Prosper Levot, Volume 2, Paris, Cauderan, Vannes et Dumoulin, 1857.